# Desa Sukaperna (administrativ by i Indonesien, lat -6,54, long 108,32)
Desa Sukaperna är en administrativ by i Indonesien.   Den ligger i provinsen Jawa Barat, i den västra delen av landet, 170 km öster om huvudstaden Jakarta.